# أرتوراس كاسبوتيس
أرتوراس كاسبوتيس مواليد 26 فبراير 1967 في كلايبيدا، الجمهورية الليتوانية السوفيتية الاشتراكية، هو دراج ليتواني سابق. سبق أن شارك في دورة الألعاب الأولمبية الصيفية وفاز بميدالية أولمبية.

## الميداليات
| الميدالية | المسابقة                       |
| --------- | ------------------------------ |
| ذهبية     | الألعاب الأولمبية الصيفية 1988 |